# Kenol
Kenol – miasto w środkowej Kenii, w hrabstwie Murang'a. Liczy 44,1 tys. mieszkańców. Znajduje się na drodze pomiędzy miastami Thika i Maragua. 